# Progress MS-17
Progress MS-17 (ryska: Прогресс МС-17) eller som NASA kallar den, Progress 78 eller 78P, är en flygning av en rysk obemannad rymdfarkost som ska leverera förnödenheter, syre, vatten och bränsle till Internationella rymdstationen (ISS). Den sköts upp med en Sojuz-2.1a-raket, från Kosmodromen i Bajkonur, den 29 juni 2021.
Farkosten dockade med rymdstationens Pojsk-modul, den 1 juli 2021. Efter att ha lämnat rymdstationen den 20 oktober 2021, dockade den med rymdstationens Nauka-modul den 22 oktober 2021.
Farkosten lämnade rymdstationen den 25 november 2021 och brann upp i jordens atmosfär några timmar senare.

### Fotnoter
1. ↑  ”NASA Space Science Data Coordinated Archive” (på engelska). NASA. https://nssdc.gsfc.nasa.gov/nmc/spacecraft/display.action?id=2021-057A. Läst 9 juli 2021.
2. 1 2  ”Progress MS-17 cargo spacecraft filling completed” (på engelska). Roscosmos. 20 juni 2021. Arkiverad från originalet den 27 juni 2021. https://web.archive.org/web/20210627180804/http://en.roscosmos.ru/22178/. Läst 27 juni 2021.